# Авторское право в Италии
Авторское право в Италии юридически определяет права создателей творческих и художественных произведений в соответствии с итальянским законодательством.
Действующее в настоящее время законодательство в Италии в области авторского права основано на законе № 633 от 22 апреля 1941 года, и раздел IX в пятой книге итальянского Гражданского кодекса.
Срок защиты авторских прав в общем случае равен 70 годам с момента смерти автора.

## Объект авторского права
В Гражданском кодексе (ст. 2575) и Законе № 633 (ст. 1) одинаково определён объект права: «Объектом права автора является работа интеллекта творческого характера, которая принадлежит к сфере науки, литературы, музыки, изобразительного искусства, архитектуры, театра и кинематографии, независимо от стиля или формы выражения». Требования, что работа должна быть зафиксирована в любой среде, чтобы привлечь защиту авторских прав, нет.
В то время как ст. 1 требует только, чтобы произведение было работой «интеллекта» и носила «творческий характер», итальянские суды и учёные концентрируют внимание на четырёх элементах: в частности (не высокая) степень творчества; новизна; объективации работы по экстернализации; принадлежность к искусству и культуре.
Официальные государственные акты не имеет право на защиту авторских прав (ст. 5).

## Владение
Гражданский кодекс гласит, что права принадлежат автору и преемникам автора (ст. 2580). Закон не требует каких-либо авторских формальностей, таких как регистрация или обязательный экземпляр. Гражданский кодекс (ст. 2576) и Закон № 633 (ст. 6) предусматривает, что права появляются при создании произведения как конкретного выражения интеллектуальных усилий.

### Экономические права
Эксклюзивные экономические права в законе об авторском праве трактуются широко. Статья 12 не ограничивает свободу использования экономических прав, но приводит примеры. Автор имеет исключительное право на публикацию работы, на использование произведения в том или ином виде (в оригинале или производной форме в пределах лимитов, установленных законом), и в частности определённые исключительные права, такие, как воспроизведение в любой форме или виде на любом процессе (ст. 13), публичное исполнение (ст. 15), и сообщение по проводам, радио или Интернету (ст. 16).
Что касается компьютерных программ, баз данных, промышленных образцов, созданных работником в ходе служебных обязанностей, работодатель имеет исключительное право осуществлять экономические права. Точно так же, когда фотография сделана в ходе исполнения служебных обязанностей, экономические права на неё принадлежат работодателю, или человеку, который заказал портрет (ст. 88).
На определенные категории произведений распространяются специальные права на использование. Для музыкально-драматических произведений, прибыль распределяется между авторами в пропорции к условной стоимости вклада. Например, в случае опер, автор музыки получают 3/4 от общей суммы, в то время как автор лирики получают 1/4 (ст. 34). В фильме авторы сценария и музыки, вместе с художественным руководителем, считаются соавторами. В то время как права на использование всей работы принадлежат производителю, некоторые виды использования требует согласия соавторов (ст. 44-46). Телерадиовещание может транслировать произведения в общественных местах без согласия автора, но только если работа не исполняется в первый раз. Автор будет в любом случае получать вознаграждение за эти передачи (ст. 52, 56, 57).

## Личные неимущественные права
Моральные права автора вечны, непередаваемы и неотчуждаемы. Автор, даже после передачи имущественных прав, сохраняет право требовать признания своего авторства и противодействовать ухудшению (порче) произведения или любым действиям, которые могут нанести ущерб её чести или репутации (ст. 20, 22).

## Продолжительность
Продолжительность экономических прав для большинства работ в итальянском законе составляет 70 лет от смерти автора (ст. 28). Там, где есть несколько авторов, и для кинематографических произведений, имущественные права истекают через 70 лет после смерти последнего автора (ст. 26, 32). Для работ, на которые существуют экономические права, принадлежащие государственным органам и некоммерческим организациям культуры, продолжительность экономических прав составляет 20 лет с момента первой публикации (ст. 29).